# ヒメヒナ
ヒメヒナ（HIMEHINA）は、田中 ヒメ（たなか ヒメ）と鈴木 ヒナ（すずき ヒナ）の2人からなる日本のバーチャルYouTuberユニット。主に歌やライブなどの音楽活動を中心とし、日本武道館でワンマンライブを行うことを目標としている。Studio LaRaに所属。

## 概要
バーチャルアーティストとしてオリジナルソング制作やダンスやライブなどの音楽活動を中心に活動。自身で作詞を行うこともある。キャラクターデザインはしゅがお。ファンネームは「JOJI」（ジョジ）で、10月11日を「JOJIの日」としている。「田中」「鈴木」の名前の由来は、話し合った結果「3周まわって、お米とお味噌汁いいよね」という結論に至り、あえて日常的で素朴な名前にしたという（田中は西日本、鈴木は東日本で一番多い苗字）。
2018年3月18日に田中ヒメのソロでの活動から始まり、2018年5月29日に鈴木ヒナが合流したことでHIMEHINAとしての活動を開始した。当初は音楽中心の活動を行う予定はなく、ゲーム実況や企画動画を中心に活動しており、元気いっぱいの田中ヒメと、おっとりした鈴木ヒナによる賑やかなやり取りが展開されていた。そんな中、2018年に投稿した『劣等上等』の歌ってみた動画が再生回数1000万回を超えるヒットとなり、普段のコミカルな雰囲気と、歌唱時に見せる姿とのギャップが多くの人々を惹きつけた。その後、初のオリジナルソング『ヒトガタ』がアニメ『バーチャルさんはみている』のエンディング曲として起用されたり、国内外の大型イベントへの出演も果たすなど、着実に実績を積み重ねていった。そして活動開始から1年半で実現した初のワンマンライブ『HIMEHINA 1st ワンマンライブ「心を叫べ｣』は、チケットが販売開始からわずか1分で完売。ライブ当日は、新曲2曲を含む全27曲を熱唱し、集まったファンたちの熱狂に包まれた。
2020年4月15日に1stアルバム『藍の華』をリリースし、オリコンのデジタルアルバムランキングで2位を獲得した。当初はこのアルバムを冠した全国ツアー『HIMEHINA LIVE 2020 全国TOUR「藍の華」』を、全国5か所で開催する予定だったが、新型コロナウイルス感染症の拡大により中止を余儀なくされた。それでも「ツアーという形でなくても、『藍の華LIVE』を届けたい」という強い思いから、2021年2月7日に無観客のワンマンライブ『HIMEHINA LIVE 2021「藍の華」』を豊洲PITで開催。事前にファンから募った声や合いの手を曲中に取り入れ、コメントをARでライブ会場内に表示するなど、ファンとつながる感覚を演出する様々な工夫が施された。
2022年5月6日、7日には、2021年に無観客で開催されたライブのリメイクとして『HIMEHINA Live2Days「アイタイボクラ」』が豊洲PITにて開催され、Day1は『藍の華2022』、Day2は『希織歌と時鐘2022』と題された2日間にわたるステージが展開された。この公演は、まだ声出しこそできなかったものの、約2年ぶりの有観客ライブとなり、久しぶりにファンの姿を目の前にした二人は、開幕曲の『藍の華』を歌いながら言葉を詰まらせ、涙を見せる場面もあった。またDay2のライブ内MCで、これまでサークル活動的だった田中工務店を法人化し株式会社LaRaを設立、今後は「Studio LaRa」名義で活動していくことが発表された。
2023年5月24日に3rdアルバム『提灯暗航』をリリースし、オリコンのデジタルアルバムランキングで1位を獲得した。さらに2023年8月5日には、実に3年半ぶりとなる声出し解禁のワンマンライブ『HIMEHINA LIVE 2023「提灯暗航、夏をゆく」』を大宮ソニックシティホールで開催した。ライブ中のMCでは、音楽活動を本格化し、5年以内に日本武道館でのライブ開催を目指すことが宣言された。その後、2023年11月1日に株式会社LaRaが株式会社Brave groupと経営統合することが発表された。この背景には、HIMEHINAの武道館ライブという夢を全力で応援したい、というBrave group側の思いがあったと語られている。
「音楽活動の本格化」「武道館公演を目指す」「経営統合」など、HIMEHINAの周囲で大きな変化が訪れた中、2023年12月15日にリリースしたオリジナルソング『愛包ダンスホール』がそのキャッチーなサビとダンスがSNSで話題となり、TikTokやInstagramを中心に多くのユーザーが踊ってみた動画を投稿、VTuber界隈でも幅広くカバーされYouTubeの再生数は半年で2000万回を超え、さまざまな音楽チャートでバイラルヒットを記録した。登録者数も短期間で大幅に増加したことで、YouTubeチャンネル登録者数100万人達成への大きな追い風となった。
2024年8月2日、3日に開催されたワンマンライブ『HIMEHINA LIVE 2024「涙の薫りがする」』にて、4年越しとなる悲願の全国ツアー（西）（福岡・大阪・名古屋）の開催が発表された。

## メンバー

### 田中 ヒメ（たなか ヒメ）
ヒメヒナの赤い方。ピンクの髪の毛をお団子にして赤いチャイナドレスを着ている。
歌うことと笑うことが大好きで、常に聞いてくれるファンのことを考え、「HIMEHINAの音楽が聴く人の日常に寄り添い、いつでも温かい気持ちになれるお家のような存在でありたい。辛い時や悲しい時に心の支えとなれるような音楽を届けたい」と語っている。
「田中音楽堂」という、ヒメが大人を目指すという目的で始めたアコースティックライブ配信を時折行っている。

### 鈴木 ヒナ（すずき ヒナ）
ヒメヒナのオタクの方。ブロンドの髪の毛に青い短めのトップスとショートパンツ姿が特徴。
おっとりした性格で、時折天然な一面を見せる。ソシャゲやアニメが大好きで、寝ないでソシャゲのイベントを走ったり、好きなアニメについて語り出したらオタク特有の早口で止まらないタイプ。
2023年1月に喉の手術のため一時活動を休止し、約1か月後の2023年2月24日の生配信で復帰した。実は「音楽活動の本格化」に伴うリブランディングには、こうした状況を踏まえ、あまり喉を酷使せず二人の「声」という大切な宝物を守るという意図も込められていた。

## 経歴

### 2018年
- 3月18日、田中ヒメがYouTubeで活動開始[38][39]
- 5月28日、鈴木ヒナがYouTubeで活動開始[40]
- 5月29日、鈴木ヒナが合流しヒメヒナチャンネルが誕生、チャンネル名を「HIMEHINA Channel」に変更[12]
- 8月26日、YouTubeチャンネル登録者数が10万人を突破[41]

### 2019年
- 1月9日、初のオリジナルソング『ヒトガタ』配信開始。moraハイレゾ月間ランキング1位を獲得[42]。
- 9月27日、｢HIMEHINA 1st ワンマンライブ『心を叫べ』｣をEX THEATER ROPPONGIにて開催[15][14]。

### 2020年
- 2月28日、『田中音楽堂オトナLIVE 2020 in TOKYO「歌學革命宴」feat.鈴木文学堂』をEX THEATER ROPPONGIにて開催[32]。全国ツアー『HIMEHINA LIVE 2020 全国TOUR「藍の華」』の開催が発表される[43]が後に中止が発表される[18]。
- 4月15日、1stアルバム『藍の華』が発売[16]。moraハイレゾ月間ランキング1位を獲得[44]。オリコンデジタルアルバムランキングで2位を獲得[17]。

### 2021年
- 2月7日、『HIMEHINA LIVE 2021「藍の華」』を豊洲PIT（無観客オンライン配信）にて開催[19]。
- 7月21日、2ndアルバム『希織歌』が発売[45]｡デジタルアルバムランキングで7位を獲得[17]。
- 11月9日、『HIMEHINA LIVE 2021「希織歌と時鐘」』を豊洲PIT（無観客オンライン配信）にて開催[46]。

### 2022年
- 5月6日 - 7日、『HIMEHINA Live2Days 2022「アイタイボクラ」』を豊洲PITにて開催[20]。運営母体である田中工務店を法人化して、株式会社LaRa（ララ）を設立したことを発表[22]。

### 2023年
- 5月24日、3rdアルバム『提灯暗航』が発売。オリコンデジタルアルバムランキングで1位を獲得[17]。
- 8月5日、『HIMEHINA LIVE 2023「提灯暗航、夏をゆく」』を大宮ソニックシティホールにて開催[24]。音楽活動の本格化、日本武道館ワンマン目標（5年以内）を発表[2]。
- 11月1日、株式会社LaRa（Studio LaRa）が株式会社Brave groupとの経営統合により、株式会社Brave groupの子会社となる[25]。
- 12月15日、オリジナル楽曲『愛包ダンスホール』配信開始。キャッチーなサビとダンスがSNSを中心に話題になる[27]。

### 2024年
- 8月2日 - 3日、『HIMEHINA LIVE 2024「涙の薫りがする」 Sponsored by LIVE DAM AiR』を豊洲PITにて開催[7]。全国ツアー（西）（福岡、大阪、名古屋）の開催を発表[29]。
- 12月26日、YouTubeチャンネル登録者数が100万人を突破[47]。

### 2025年
- 3月1日 - 2日、HIMEHINA 7周年LIVEをTOKYO DOME CITY HALLにて開催[33][48]。Day2『ザ・ベストニジュー』にて、4thアルバム『Bubblin』を冠したライブ『HIMEHINA LIVE 2025「ライフタイムイズバブリン」』をパシフィコ横浜にて11月22日、23日に開催することを発表[49][50]。
- 7月2日、4thアルバム『Bubblin』が発売[51]。moraハイレゾランキングで1位[52]、オリコンデジタルアルバムランキングで4位を獲得[17]。

## ディスコグラフィ
○主な出典：公式サイトのディスコグラフィ

### シングル

#### HIMEHINA
|      | タイトル               | 配信日         | 規格     | 備考 |
| ---- | ---------------------- | -------------- | -------- | --- |
| 1st  | ヒトガタ               | 2019年1月9日   | 音楽配信 | テレビアニメ『バーチャルさんはみている』エンディングテーマ 第1回VTuber楽曲大賞 楽曲部門第1位 MV部門第1位 |
| 2nd  | ヒバリ                 | 2019年7月1日   | 音楽配信 | 第1回VTuber楽曲大賞 楽曲部門第5位 MV部門第4位                                                            |
| 3rd  | うたかたよいかないで   | 2019年9月11日  | 音楽配信 | |
| 4th  | 琥珀の身体             | 2019年11月29日 | 音楽配信 | |
| 5th  | Mr.VIRTUALIZER         | 2020年8月28日  | 音楽配信 | 第2回VTuber楽曲大賞 MV部門第2位                                                                          |
| 6th  | 水たまりロンド         | 2020年11月26日 | 音楽配信 | |
| 7th  | 相思相愛リフレクション | 2021年2月7日   | 音楽配信 | |
| 8th  | 流れ行く命             | 2021年3月19日  | 音楽配信 | |
| 9th  | Hello,Hologram         | 2022年5月6日   | 音楽配信 | |
| 10th | 不機嫌なスリーカード   | 2022年8月11日  | 音楽配信 | |
| 11th | 会いたいボクラ         | 2022年10月31日 | 音楽配信 | |
| 12th | WWW                    | 2023年3月19日  | 音楽配信 | musicるTV 2023年5月オープニングテーマソング                                                              |
| 13th | マザードラッグ         | 2023年8月7日   | 音楽配信 | |
| 14th | 愛包ダンスホール       | 2023年12月15日 | 音楽配信 | |
| 15th | 涙の薫りがする         | 2024年8月3日   | 音楽配信 | |
| 16th | LADY CRAZY             | 2024年11月15日 | 音楽配信 | |
| 17th | キスキツネ             | 2025年3月2日   | 音楽配信 | |
| 18th | V                      | 2025年6月13日  | 音楽配信 | |

#### 田中ヒメ
|     | タイトル     | 配信日         | 規格     | 備考                   |
| --- | ------------ | -------------- | -------- | ---------------------- |
| 1st | キセキ色     | 2020年12月24日 | 音楽配信 | 田中ヒメ本人による作詞 |
| 2nd | 花れ話れ     | 2021年11月5日  | 音楽配信 | 田中ヒメ本人による作詞 |
| 3rd | Get out!!    | 2022年2月14日  | 音楽配信 | 田中ヒメ本人による作詞 |
| 4th | 空っぽの箱庭 | 2023年8月7日   | 音楽配信 | 田中ヒメ本人による作詞 |

#### 鈴木ヒナ
|     | タイトル          | 配信日         | 規格     | 備考                   |
| --- | ----------------- | -------------- | -------- | ---------------------- |
| 1st | ユメミテル        | 2020年12月24日 | 音楽配信 | 鈴木ヒナ本人による作詞 |
| 2nd | Resistance!       | 2021年11月5日  | 音楽配信 | 鈴木ヒナ本人による作詞 |
| 3rd | 君と奏でる五線譜  | 2022年2月14日  | 音楽配信 | 鈴木ヒナ本人による作詞 |
| 4th | Raise your voice! | 2023年8月7日   | 音楽配信 | 鈴木ヒナ本人による作詞 |

### 参加作品
| 楽曲                                 | 歌                                                                                       | 発売日       | 規格     |
| ------------------------------------ | ---------------------------------------------------------------------------------------- | ------------ | -------- |
| あいがたりない（feat. 中田ヤスタカ） | バーチャルリアル（ミライアカリ、電脳少女シロ、猫宮ひなた、月ノ美兎、田中ヒメ、鈴木ヒナ） | 2019年3月6日 | 音楽配信 |

## 出演

### ライブ・イベント

#### ワンマンライブ
- HIMEHINA 1st ワンマンライブ「心を叫べ」（2019年9月27日、EX THEATER ROPPONGI）[15][14]
- 田中音楽堂オトナLIVE 2020 in TOKYO「歌學革命宴」feat.鈴木文学堂（2020年2月28日、EX THEATER ROPPONGI）[32]
- HIMEHINA LIVE 2021「藍の華」（2021年2月7日、豊洲PIT 無観客オンライン配信）[19]
- HIMEHINA LIVE 2021「希織歌と時鐘」（2021年11月9日、豊洲PIT 無観客オンライン配信）[46]
- HIMEHINA Live2Days 2022「アイタイボクラ」[20]
  - DAY1「藍の華2022」（2022年5月6日、豊洲PIT）
  - DAY2「希織歌と時鐘2022」（2022年5月7日、豊洲PIT）
- HIMEHINA VirtuaLIVE 2022「Holy Travel」（2022年12月23日、ライブストリーミング）[58]
- HIMEHINA LIVE 2023「提灯暗航、夏をゆく」（2023年8月5日、大宮ソニックシティホール）[24]
- HIMEHINA VirtuaLIVE 2023「Holy Tower」（2023年12月23日、ライブストリーミング）[59]
- HIMEHINA LIVE 2024『涙の薫りがする』 Sponsored by LIVE DAM AiR（2024年8月2日-3日、豊洲PIT）[7]
- HIMEHINA 全国ツアー2024(西)『涙の薫りがする』Sponsored by LIVE DAM AiR[29]
  - 福岡（2024年12月14日、福岡DRUM LOGOS）
  - 大阪（2025年1月13日、大阪なんばHatch）
  - 名古屋（2025年2月15日、名古屋ダイアモンドホール）
- HIMEHINA 7周年LIVE（TOKYO DOME CITY HALL）
  - Day1『田中音楽堂 RealLive 〜姫雛合唱宴〜』Sponsored by LIVE DAM AiR（2025年3月1日）[33]
  - Day2『ザ・ベストニジュー』Sponsored by LIVE DAM AiR（2025年3月2日）[48]

#### イベント
- ニコニコ超会議2018（2018年4月28日 - 4月29日、田中のみ）[60]
- RAGE バーチャルYouTuber GRAND PRIX〜2018 Summer〜（2018年6月17日、田中のみ）[61]
- RAGE バーチャルYouTuber GRAND PRIX〜2018 Autumn〜（2018年9月16日）[62]
- ニコニコ超パーティー2018（2018年11月3日）[63]
- VTuber Fes Japan 2019（2019年4月27日・4月28日）
  - バーチャルさんがいっぱい スペシャルバーチャライブ DAY1・DAY2[64]
- Bilibili Macro Link - Visual Release 2019（2019年7月19日）[65]
- DIVE XR FESTIVAL（2019年9月23日、幕張メッセ）[66]
- Bilibili World 2019 成都（2019年12月22日）[67]
- VTuber Fes Japan 2020（2020年4月18日）出演予定であったがイベント開催が延期となった。[68][69]
- Bilibili Macro Link - Visual Release 2020 上海（2020年12月19日 中国・上海国家会展中心(上海)虹馆EH）[70]
- VTuber Fes Japan 2021 DAY2（2021年1月31日 川口総合文化センター リリア）[71]
- V-Carnival Day1（4月3日 オンライン）[72]
- Bilibili Macro Link - Visual Release 2021 上海（2021年7月9日）[73]
- VTuber Fes Japan 2022 DAY2（2022年4月30日、幕張メッセ）[74]
- V-Carnival VOL.2 DAY2（2022年6月12日）[75]
- VTuber Fes Japan 2023（2023年4月30日、幕張メッセ）[76]
- FUURYUUFES 5.0 2024（2024年6月22日、Kアリーナ横浜）[77]
- TUBEOUT! in Los Angeles 2024 ～Virtual Live Concert～（2024年7月7日、The Novo）[78][79]
- Bilibili World 2024（2024年7月12日 - 7月14日、上海国際会展中心）[80][81]
- CENTRAL MUSIC & ENTERTAINMENT FESTIVAL（2025年4月5日、KT Zepp Yokohama）[82]
- ISEGYE FESTIVAL（2025年5月16日、高尺スカイドーム）[83]

### テレビ番組
- VIRTUAL BUZZ TALK!（TOKYO MX、2018年9月14日[84]・9月21日[85]）
- NHKバーチャルのど自慢（NHK総合テレビジョン、2019年1月2日）[86]
- バズリズム02（日本テレビ、2019年5月17日[87]）
- 超人女子戦士 ガリベンガーV（テレビ朝日、2019年7月4日[88]）
- NHKバーチャル紅白歌合戦（NHK総合テレビジョン、2020年1月1日[89]）
- 沼にハマってきいてみた（NHK Eテレ、2020年2月10日[90]・9月16日[91]）
- musicるTV（テレビ朝日、2020年10月27日[92]、2025年7月7日[93]）
- 電脳少女シロのアレコレ挑戦バラエティ 超サイキ道DX（CSテレ朝チャンネル/スカパー！オンデマンド、2021年12月26日）[94][95]
- プロジェクトV（日本テレビ、2022年12月29日）[96]

### テレビアニメ
- バーチャルさんはみている（TOKYO MX、2019年1月9日～）[97]

### インターネット番組
- バーチャルハロウィン in cluster（2018年10月26日）[98]
- バーチャルステーション（ニコニコ生放送、2018年12月10日、MC）[99]
- バーチャル大晦日2018〜みんなで年越しブイッとね！〜（ニコニコ生放送、2018年12月31日）[100]
- VMZ（YouTube A.I.Channel、2020年3月27日）第4回ゲスト[101]

### ラジオ番組
- ミュ〜コミ+プラス（ニッポン放送、2019年8月14日）[102]
- ぶいあーる！（NHK-FM放送、2023年10月15日[103]、2025年7月5日[104]）

## 書籍
- Pure!No.1 2019 SPRING 2月号（2019年2月1日）[105]
- コンプティーク4月号増刊Vティーク Vol.3（2019年3月22日）[106]
- りぼん5月号（2019年4月3日）[107]
- 2D☆STAR Virtual2（2020年1月31日）[108]
- アニメディア5月号（2020年4月10日）[109]
- アニメディア8月号（2021年7月9日）[110]
- PASH!8月号（2021年7月9日）[111]
- アニメディア11月号（2021年10月8日）[112]
- アニメディア4月号（2022年3月9日）インタビュー記事掲載[113]
- Vtuber mode（2022年5月31日）HIMEHINA Live2Days 2022「アイタイボクラ」のライブレポート掲載[114]
- アニメディア1月号（2022年12月9日）[115]
- VTuber mode Vol.4（2023年7月13日）HIMEHINA LIVE 2023「提灯暗航、夏をゆく」の開催直前インタビュー記事掲載[116]
- VTuberスタイル HIMEHINA BOOK（2023年8月1日）[117]
- アニメディア9月号（2023年8月9日）HIMEHINA LIVE 2023「提灯暗航、夏をゆく」のインタビュー記事掲載[118]
- VTuber mode Vol.5（2023年9月13日）HIMEHINA LIVE 2023「提灯暗航、夏をゆく」のライブレポート掲載[119]
- VTuberスタイル 2024年4月号（2024年3月28日）表紙＆巻頭特集、デビュー６周年記念インタビュー記事掲載[120]
- コンプティーク6月号（2024年5月10日）表紙＆巻頭特集掲載[121]

## タイアップ
- flick（2018年9月12日[122] - 10月31日[注釈 3]）
- テクテクテクテク（2019年2月12日 - 5月7日）[124][125]
- VTuberチップス（2019年10月18日）[126]
- グルーヴコースター ワイワイパーティー!!!!（2019年11月7日 - ）[127]
- ヴィレッジヴァンガード（2019年11月16日 - ）[128]
- カラオケの鉄人（2019年11月29日 - 2020年1月13日）[129]
- UHA味覚糖 e-maのど飴新プロジェクト e-ma e-ma project（2020年12月21日 - ）[130]
- Oculus Quest 2（2021年1月20日）[131]
- グルーヴコースター 4MAX ダイヤモンドギャラクシー（2021年9月1日 - ）[132]
- SOUND VOLTEX（2021年11月25日 - ）[133]
- jubeat（2022年8月3日 - ）[134]
- maimai（2023年3月23日 - 2023年5月11日）[135]
- サンリオ（2023年4月7日 - 4月20日）「ヒメヒナ×マイメロディ＆シナモロールコラボ」POP UP SHOPの開催[136][137]
- タワーレコード（2023年5月24日 - 6月4日）「HIMEHINA POP UP SHOP in TOWER RECORDS」の開催[138]
- オンゲキ bright MEMORY（2024年2月22日 - ）[139]
- アニメイト（2024年7月20日 - 8月4日）「『HIMEHINA』アニメイトフェア」の開催[140]
- ポラリスコード（2024年7月3日 - 7月31日）[141]
- カラオケDAM（2024年8月9日 - 10月14日）[142]
- オンキヨー（2024年8月30日）ワイヤレスイヤホン販売[143]

## Studio LaRa
Studio LaRa（すたじお らら）は、HIMEHINA Channelの運営元である株式会社LaRaの活動名義。旧名称は「田中工務店」。
2022年5月7日に行われた『HIMEHINA Live2Days 2022「アイタイボクラ」』のDAY2『希織歌と時鐘2022』で運営元であった田中工務店を法人化し株式会社LaRaの設立と、名義を「Studio LaRa」に改めることが発表された。社名には、「左のヒメ、右のヒナのための会社」という意味が込められている。
2023年11月1日に株式会社Brave groupとの経営統合により、同社の子会社となった。